# Котельников, Вячеслав Иванович
Вячеслав Иванович Котельников (7 апреля 1945, с. Семиозерное Семиозерского р-на Кустанайской обл, Казахская ССР — 19 ноября 2021) — советский инженер, изобретатель, руководитель научно-технического центра «Бета» ПО «Полёт» — филиала ГКНПЦ им. М. В. Хруничева.

## Биография
Окончил Омский авиационный техникум им. Н. Е. Жуковского. После начал работать в производственном объединении «Полет»: токарем, расточником, бригадиром, шефом-наладчиком обрабатывающих центров. С 1998 г. занимается разработкой и внедрением средств спасения человека с высотных сооружений гражданского и военного назначения во время чрезвычайных ситуаций, средств автономного отопления и приготовления пищи в чрезвычайных и экстремальных условиях, доставки элементов спасения человека и гуманитарных грузов на высоту и через препятствия, скрытого ведения боевых действий, противодействия высокоточному оружию противника, дистанционного тушения пожара, а также созданием летательных аппаратов поля боя, автоматизацией производства и технологией обрабатывающих центров.
В 1990 году благодаря поддержке коллектива «Полета» стал народным депутатом. С 1990-го по 1995 год был членом комитета Верховного совета по науке. Когда ликвидировали госзаказ, собрал небольшую группу людей и предложил производить на Омском авиационном заводе, где он работал, самолёт для условий Севера — АН-74. Это был 91- 92-й год — завод стал единственным во всей стране, которому дали деньги и возможность перестроить производство с ракет на самолёты. На заводе был назначен руководителем НТЦ «Бета». В 1994 году был избран в первый созыв Законодательного собрания Омской области.